# Copa América 1949
De Copa América 1949 (eigenlijk Zuid-Amerikaans voetbalkampioenschap 1949, want de naam Copa América wordt pas vanaf 1975 gedragen) was een toernooi gehouden in Brazilië van 3 april tot 11 mei 1949.
De deelnemende landen waren Bolivia, Brazilië, Chili, Colombia, Ecuador, Paraguay, Peru en Uruguay.
Argentinië trok zich terug.

## Deelnemende landen
| Land         | Aantal deelnames | Huidig aantal deelnames op rij | Vorige deelname |
| ------------ | ---------------- | ------------------------------ | --------------- |
| Bolivia      | 6de              | 4                              | 1947            |
| Brazilië (g) | 14de             | 1                              | 1946            |
| Chili        | 16de             | 9                              | 1947            |
| Colombia     | 3de              | 2                              | 1947            |
| Ecuador      | 6de              | 2                              | 1947            |
| Paraguay     | 13de             | 3                              | 1947            |
| Peru         | 9de              | 2                              | 1947            |
| Uruguay      | 20ste            | 12                             | 1947            |

- (g) = gastland

## Speelsteden
| Rio de Janeiro                               | São Paulo                                        | Santos                                           |
| -------------------------------------------- | ------------------------------------------------ | ------------------------------------------------ |
| Estádio São Januário Capaciteit: 25.000      | Estádio do Pacaembu Capaciteit: 71.281           | Estádio Urbano Caldeira Capaciteit: 16.798       |
|                                              |                                                  |                                                  |
| Rio de Janeiro                               | · Rio de Janeiro Belo Horizonte Santos São Paulo | · Rio de Janeiro Belo Horizonte Santos São Paulo |
| Estádio General Severiano Capaciteit: 30.000 | · Rio de Janeiro Belo Horizonte Santos São Paulo | · Rio de Janeiro Belo Horizonte Santos São Paulo |
| Belo Horizonte                               | · Rio de Janeiro Belo Horizonte Santos São Paulo | · Rio de Janeiro Belo Horizonte Santos São Paulo |
| Estádio Sete de Setembro Capaciteit: 30.000  | · Rio de Janeiro Belo Horizonte Santos São Paulo | · Rio de Janeiro Belo Horizonte Santos São Paulo |
|                                              | · Rio de Janeiro Belo Horizonte Santos São Paulo | · Rio de Janeiro Belo Horizonte Santos São Paulo |

## Scheidsrechters
De organisatie nodigde in totaal 7 scheidsrechters uit voor 29 duels. Tussen haakjes staat het aantal gefloten duels tijdens de Copa América 1949.

## Groepsfase

### Eindstand
| Land     | Wed | Win | Gel | Ver | DV | DT | +/− | Pnt |
| -------- | --- | --- | --- | --- | -- | -- | --- | --- |
| Brazilië | 7   | 6   | 0   | 1   | 39 | 7  | +32 | 12  |
| Paraguay | 7   | 6   | 0   | 1   | 21 | 6  | +15 | 12  |
| Peru     | 7   | 5   | 0   | 2   | 20 | 13 | +7  | 10  |
| Bolivia  | 7   | 4   | 0   | 3   | 13 | 24 | –11 | 8   |
| Chili    | 7   | 2   | 1   | 4   | 10 | 14 | –4  | 5   |
| Uruguay  | 7   | 2   | 1   | 4   | 14 | 20 | –6  | 5   |
| Ecuador  | 7   | 1   | 0   | 6   | 7  | 21 | –14 | 2   |
| Colombia | 7   | 0   | 2   | 5   | 4  | 23 | –19 | 2   |

### Wedstrijden
Elk land speelde één keer tegen elk ander land. De puntenverdeling was als volgt:
- Twee punten voor winst
- Eén punt voor gelijkspel
- Nul punten voor verlies

|                                 |                                                                                    |       |                       |                                                                                              |
| 3 april 1949 «onderlinge duels» | Brazilië                                                                           | 9 – 1 | Ecuador               | Estádio São Januário, Rio de Janeiro Toeschouwers: 70.000 Scheidsrechter: Cyril Jack Barrick |
| 3 april 1949 «onderlinge duels» | Tesourinha 3', 42' Octavio 10' Jair 13', 35' Simão 16', 25' Zizinho 67' Ademir 88' |       | Sigifredo Cuchuca 18' | Estádio São Januário, Rio de Janeiro Toeschouwers: 70.000 Scheidsrechter: Cyril Jack Barrick |

|                                 |                                    |       |                         |                                                                                        |
| 6 april 1949 «onderlinge duels» | Bolivia                            | 3 – 2 | Chili                   | Estádio do Pacaembu, São Paulo Toeschouwers: 30.000 Scheidsrechter: Cyril Jack Barrick |
| 6 april 1949 «onderlinge duels» | Ugarte 59' Godoy 77' Gutiérrez 79' |       | Riera 30' Salamanca 71' | Estádio do Pacaembu, São Paulo Toeschouwers: 30.000 Scheidsrechter: Cyril Jack Barrick |

|                                 |                                   |       |          |                                                                                          |
| 6 april 1949 «onderlinge duels» | Paraguay                          | 3 – 0 | Colombia | Estádio do Pacaembu, São Paulo Toeschouwers: 30.000 Scheidsrechter: Juan Carlos Armental |
| 6 april 1949 «onderlinge duels» | López Fretes 21', 72' Benítez 35' |       |          | Estádio do Pacaembu, São Paulo Toeschouwers: 30.000 Scheidsrechter: Juan Carlos Armental |

|                                  |                                         |       |          |                                                                                           |
| 10 april 1949 «onderlinge duels» | Peru                                    | 4 – 0 | Colombia | Estádio São Januário Rio de Janeiro Toeschouwers: 15.000 Scheidsrechter: Mario Rubén Heyn |
| 10 april 1949 «onderlinge duels» | Pedraza 22', 90' Drago 47' Castillo 85' |       |          | Estádio São Januário Rio de Janeiro Toeschouwers: 15.000 Scheidsrechter: Mario Rubén Heyn |

|                                  |             |       |         |                                                                                          |
| 10 april 1949 «onderlinge duels» | Paraguay    | 1 – 0 | Ecuador | Estádio do Pacaembu, São Paulo Toeschouwers: 15.000 Scheidsrechter: Juan Carlos Armental |
| 10 april 1949 «onderlinge duels» | Barrios 89' |       |         | Estádio do Pacaembu, São Paulo Toeschouwers: 15.000 Scheidsrechter: Juan Carlos Armental |

|                                  |                                                                                 |        |            |                                                                                        |
| 10 april 1949 «onderlinge duels» | Brazilië                                                                        | 10 – 1 | Bolivia    | Estádio do Pacaembu, São Paulo Toeschouwers: 40.000 Scheidsrechter: Cyril Jack Barrick |
| 10 april 1949 «onderlinge duels» | Nininho 16', 39', 86' Jair 17' Zizinho 25', 80' Cláudio 49', 84' Simão 71', 79' |        | Ugarte 75' | Estádio do Pacaembu, São Paulo Toeschouwers: 40.000 Scheidsrechter: Cyril Jack Barrick |

|                                  |                                |       |                  |                                                                                          |
| 13 april 1949 «onderlinge duels» | Brazilië                       | 2 – 1 | Chili            | Estádio do Pacaembu, São Paulo Toeschouwers: 45.000 Scheidsrechter: Juan Carlos Armental |
| 13 april 1949 «onderlinge duels» | Zizinho 20' Cláudio 49' (pen.) |       | López 89' (pen.) | Estádio do Pacaembu, São Paulo Toeschouwers: 45.000 Scheidsrechter: Juan Carlos Armental |

|                                  |                            |       |                       |                                                                                                   |
| 13 april 1949 «onderlinge duels» | Uruguay                    | 3 – 2 | Ecuador               | Estádio São Januário, Rio de Janeiro Toeschouwers: 30.000 Scheidsrechter: Alberto Da Gama Malcher |
| 13 april 1949 «onderlinge duels» | Castro 15', 85' Moreno 30' |       | Artega 35' Vargas 40' | Estádio São Januário, Rio de Janeiro Toeschouwers: 30.000 Scheidsrechter: Alberto Da Gama Malcher |

|                                  |                                              |       |           |                                                                                              |
| 13 april 1949 «onderlinge duels» | Paraguay                                     | 3 – 1 | Peru      | Estádio São Januário, Rio de Janeiro Toeschouwers: 30.000 Scheidsrechter: Cyril Jack Barrick |
| 13 april 1949 «onderlinge duels» | Barrios 38' (pen.) Arce 56' López Fretes 67' |       | Drago 89' | Estádio São Januário, Rio de Janeiro Toeschouwers: 30.000 Scheidsrechter: Cyril Jack Barrick |

|                                  |                                                                  |       |          |                                                                                      |
| 17 april 1949 «onderlinge duels» | Brazilië                                                         | 5 – 0 | Colombia | Estádio do Pacaembu, São Paulo Toeschouwers: 45.000 Scheidsrechter: Alejandro Gálvez |
| 17 april 1949 «onderlinge duels» | Tesourinha 20' Canhotinho 24' (pen.) Orlando 44' Ademir 47', 87' |       |          | Estádio do Pacaembu, São Paulo Toeschouwers: 45.000 Scheidsrechter: Alejandro Gálvez |

|                                  |          |       |         |                                                                                       |
| 17 april 1949 «onderlinge duels» | Chili    | 1 – 0 | Ecuador | Estádio do Pacaembu, São Paulo Toeschouwers: 8.000 Scheidsrechter: Cyril Jack Barrick |
| 17 april 1949 «onderlinge duels» | Rojas 4' |       |         | Estádio do Pacaembu, São Paulo Toeschouwers: 8.000 Scheidsrechter: Cyril Jack Barrick |

|                                  |                                               |       |                         |                                                                                                  |
| 17 april 1949 «onderlinge duels» | Bolivia                                       | 3 – 2 | Uruguay                 | Estádio São Januário, Rio de Janeiro Toeschouwers: 8.000 Scheidsrechter: Alberto Da Gama Malcher |
| 17 april 1949 «onderlinge duels» | Ugarte 47' (pen.) Algañaraz 57' Gutiérrez 66' |       | Moll 49' Betancourt 70' | Estádio São Januário, Rio de Janeiro Toeschouwers: 8.000 Scheidsrechter: Alberto Da Gama Malcher |

|                                  |                                                        |       |         |                                                                                               |
| 20 april 1949 «onderlinge duels» | Peru                                                   | 4 – 0 | Ecuador | Estádio São Januário, Rio de Janeiro Toeschouwers: 7.000 Scheidsrechter: Juan Carlos Armental |
| 20 april 1949 «onderlinge duels» | Salinas 26' Bermeo 36' (e.d.) Castillo 50' Pedraza 85' |       |         | Estádio São Januário, Rio de Janeiro Toeschouwers: 7.000 Scheidsrechter: Juan Carlos Armental |

|                                  |          |       |             |                                                                                         |
| 20 april 1949 «onderlinge duels» | Chili    | 1 – 1 | Colombia    | Estádio São Januário, Rio de Janeiro Toeschouwers: 7.000 Scheidsrechter: Mário Gardelli |
| 20 april 1949 «onderlinge duels» | López 8' |       | Berdugo 56' | Estádio São Januário, Rio de Janeiro Toeschouwers: 7.000 Scheidsrechter: Mário Gardelli |

|                                  |                 |       |                 |                                                                                        |
| 20 april 1949 «onderlinge duels» | Uruguay         | 2 – 1 | Paraguay        | Estádio do Pacaembu, São Paulo Toeschouwers: 20.000 Scheidsrechter: Cyril Jack Barrick |
| 20 april 1949 «onderlinge duels» | García 22', 69' |       | Arce 65' (pen.) | Estádio do Pacaembu, São Paulo Toeschouwers: 20.000 Scheidsrechter: Cyril Jack Barrick |

|                                  |                                                                            |       |             |                                                                                              |
| 24 april 1949 «onderlinge duels» | Brazilië                                                                   | 7 – 1 | Peru        | Estádio São Januário, Rio de Janeiro Toeschouwers: 45.000 Scheidsrechter: Cyril Jack Barrick |
| 24 april 1949 «onderlinge duels» | Arce 11' (e.d.) Augusto 15' Jair 17', 20' Simão 54' Ademir 82' Orlando 88' |       | Salinas 44' | Estádio São Januário, Rio de Janeiro Toeschouwers: 45.000 Scheidsrechter: Cyril Jack Barrick |

|                                  |                                     |       |         |                                                                                    |
| 25 april 1949 «onderlinge duels» | Bolivia                             | 2 – 0 | Ecuador | Estádio do Pacaembu, São Paulo Toeschouwers: 14.000 Scheidsrechter: Mário Gardelli |
| 25 april 1949 «onderlinge duels» | Sánchez 6' (e.d.) Ugarte 14' (pen.) |       |         | Estádio do Pacaembu, São Paulo Toeschouwers: 14.000 Scheidsrechter: Mário Gardelli |

|                                  |                        |       |                              |                                                                                             |
| 25 april 1949 «onderlinge duels» | Uruguay                | 2 – 2 | Colombia                     | Estádio do Pacaembu, São Paulo Toeschouwers: 14.000 Scheidsrechter: Alberto Da Gama Malcher |
| 25 april 1949 «onderlinge duels» | Martínez 57' Ayala 86' |       | Gastelbondo 27' A. Pérez 81' | Estádio do Pacaembu, São Paulo Toeschouwers: 14.000 Scheidsrechter: Alberto Da Gama Malcher |

|                                  |                                      |       |         |                                                                                           |
| 27 april 1949 «onderlinge duels» | Peru                                 | 3 – 0 | Bolivia | Estádio Vila Belmiro, Santos Toeschouwers: 12.000 Scheidsrechter: Alberto Da Gama Malcher |
| 27 april 1949 «onderlinge duels» | R. Drago 31', 74' Heredia 77' (pen.) |       |         | Estádio Vila Belmiro, Santos Toeschouwers: 12.000 Scheidsrechter: Alberto Da Gama Malcher |

|                                  |                                |       |                        |                                                                                   |
| 27 april 1949 «onderlinge duels» | Paraguay                       | 4 – 2 | Chili                  | Estádio do Pacaembu, São Paulo Toeschouwers: 1.000 Scheidsrechter: Mário Gardelli |
| 27 april 1949 «onderlinge duels» | Arce 10', 39', 47' Benítez 23' |       | Cremaschi 8' Ramos 72' | Estádio do Pacaembu, São Paulo Toeschouwers: 1.000 Scheidsrechter: Mário Gardelli |

|                                  |                                                      |       |         |                                                                                              |
| 30 april 1949 «onderlinge duels» | Paraguay                                             | 7 – 0 | Bolivia | Estádio São Januário, Rio de Janeiro Toeschouwers: 45.000 Scheidsrechter: Cyril Jack Barrick |
| 30 april 1949 «onderlinge duels» | Benítez 30', 40', 41', ?' Arce 38', ?' Fernández 59' |       |         | Estádio São Januário, Rio de Janeiro Toeschouwers: 45.000 Scheidsrechter: Cyril Jack Barrick |

|                                  |                                                                         |       |            |                                                                                                   |
| 30 april 1949 «onderlinge duels» | Brazilië                                                                | 5 – 1 | Uruguay    | Estádio São Januário, Rio de Janeiro Toeschouwers: 45.000 Scheidsrechter: Alberto Da Gama Malcher |
| 30 april 1949 «onderlinge duels» | Jair 15', 40' (pen.) Zizinho 24' Danilo Alvim 79' Tesourinha 89' (pen.) |       | Castro 12' | Estádio São Januário, Rio de Janeiro Toeschouwers: 45.000 Scheidsrechter: Alberto Da Gama Malcher |

|                                  |                                |       |       |                                                                                   |
| 30 april 1949 «onderlinge duels» | Peru                           | 3 – 0 | Chili | Estádio do Pacaembu, São Paulo Toeschouwers: 1.000 Scheidsrechter: Mário Gardelli |
| 30 april 1949 «onderlinge duels» | Mosquera 28', 73' Castillo 58' |       |       | Estádio do Pacaembu, São Paulo Toeschouwers: 1.000 Scheidsrechter: Mário Gardelli |

|                               |                                                       |       |              |                                                                                          |
| 3 mei 1949 «onderlinge duels» | Ecuador                                               | 4 – 1 | Colombia     | Estádio São Januário, Rio de Janeiro Toeschouwers: 3.000 Scheidsrechter: Alfredo Alvarez |
| 3 mei 1949 «onderlinge duels» | E. Cantos 23' Vargas 44' G. Andrade 49' Maldonado 74' |       | N. Pérez 27' | Estádio São Januário, Rio de Janeiro Toeschouwers: 3.000 Scheidsrechter: Alfredo Alvarez |

|                               |                                                  |       |                               |                                                                                                |
| 4 mei 1949 «onderlinge duels» | Peru                                             | 4 – 3 | Uruguay                       | Estádio General Severiano, Rio de Janeiro Toeschouwers: 30.000 Scheidsrechter: Alfredo Alvarez |
| 4 mei 1949 «onderlinge duels» | Mosquera 19' Castillo 43' Gómez Sánchez 57', 60' |       | Moll 58' Castro 60' Ayala 85' | Estádio General Severiano, Rio de Janeiro Toeschouwers: 30.000 Scheidsrechter: Alfredo Alvarez |

|                               |                                                 |       |          |                                                                                                   |
| 6 mei 1949 «onderlinge duels» | Bolivia                                         | 4 – 0 | Colombia | Estádio General Severiano, Rio de Janeiro Toeschouwers: 12.000 Scheidsrechter: Cyril Jack Barrick |
| 6 mei 1949 «onderlinge duels» | Godoy 10' B. Gutiérrez 55' Rojas 77' Ugarte 81' |       |          | Estádio General Severiano, Rio de Janeiro Toeschouwers: 12.000 Scheidsrechter: Cyril Jack Barrick |

|                               |                                       |       |           |                                                                                             |
| 8 mei 1949 «onderlinge duels» | Chili                                 | 3 – 1 | Uruguay   | Estádio Sete de Setembro, Belo Horizonte Toeschouwers: 5.000 Scheidsrechter: Mário Gardelli |
| 8 mei 1949 «onderlinge duels» | Infante 75', 83' (pen.) Cremaschi 88' |       | Ayala 35' | Estádio Sete de Setembro, Belo Horizonte Toeschouwers: 5.000 Scheidsrechter: Mário Gardelli |

|                               |                        |       |                |                                                                                              |
| 8 mei 1949 «onderlinge duels» | Paraguay               | 2 – 1 | Brazilië       | Estádio São Januário, Rio de Janeiro Toeschouwers: 35.000 Scheidsrechter: Cyril Jack Barrick |
| 8 mei 1949 «onderlinge duels» | Avalos 75' Benítez 85' |       | Tesourinha 33' | Estádio São Januário, Rio de Janeiro Toeschouwers: 35.000 Scheidsrechter: Cyril Jack Barrick |

Brazilië en Paraguay speelden gelijk (doelsaldo telde toen nog niet), dus moest er een finale gespeeld worden.

## Finale
|                                |                                                        |       |          |                                                                                              |
| 11 mei 1949 «onderlinge duels» | Brazilië                                               | 7 – 0 | Paraguay | Estádio São Januário, Rio de Janeiro Toeschouwers: 55.000 Scheidsrechter: Cyril Jack Barrick |
| 11 mei 1949 «onderlinge duels» | Ademir 17', 27', 48' Tesourinha 43', 70' Jair 72', 89' |       |          | Estádio São Januário, Rio de Janeiro Toeschouwers: 55.000 Scheidsrechter: Cyril Jack Barrick |

|                               |
| Vlag van Brazilië (1889-1960) |
| BRAZILIË 3de titel            |

## Doelpuntenmakers
9 doelpunten
- Jair

7 doelpunten
- Ademir
- Tesourinha
- Arce
- Benítez

5 doelpunten
- Ugarte
- Simão
- Zizinho

4 doelpunten
- Castillo
- Castro

3 doelpunten
- B. Gutiérrez
- Brazilië Cláudio
- Nininho

- López Fretes
- Mosquera
- Pedraza

- R. Drago
- Ayala

2 doelpunten
- Godoy
- Orlando
- Infante
- P. López

- Vargas
- Barrios
- Gómez Sánchez
- Salinas

- J. M. García
- Moll

1 doelpunt
- Algañaraz
- Rojas
- Augusto
- Brazilië Canhotinho
- Danilo Alvim
- Octavio
- Castro
- Cremaschi
- Ramos
- Riera

- Rojas
- Salamanca
- A. Pérez
- Berdugo
- Gastelbondo
- N. Pérez
- Arteaga
- Chuchuca
- E. Cantos
- G. Andrade

- Maldonado
- Avalos
- Fernández
- Heredia
- M. Drago
- Bentancour
- Martínez
- Moreno

Eigen doelpunten
- Bermeo (Tegen Peru)
- Sánchez (Tegen Bolivia)
- Arce (Tegen Brazilië)

1916 · 
1917 · 
1919 · 
1920 · 
1921 · 
1922 · 
1923 · 
1924 · 
1925 · 
1926 · 
1927 · 
1929 · 
1935 · 
1937 · 
1939 · 
1941 · 
1942 · 
1945 · 
1946 · 
1947 · 
1949 · 
1953 · 
1955 · 
1956 · 
1957 · 
1959 · 
1959 · 
1963 · 
1967 · 
1975 · 
1979 · 
1983 · 
1987 · 
1989 · 
1991 · 
1993 · 
1995 · 
1997 · 
1999 · 
2001 · 
2004 · 
2007 · 
2011 · 
2015 · 
2016 ·
2019 ·
2021 ·
2024